# Афарска депресия
Вижте пояснителната страница за други значения на Афар.
Афарската депресия (наричана също Даникил или Афарски триъгълник) е тектонска падина в Източна Африка, разположена на изток от Етиопската планинска земя, на териториите на Етиопия (по-голямата част), Еритрея (крайните ѝ северни части) и Джибути (източната ѝ част). Дължината ѝ от север на юг е около 580 km, а ширината ѝ варира от 50 km на север до 220 km на юг. На север, в криптодепресията на езерото Асале нейната надморска височина е от -80 до -116 m под морското равнище, а на изток, в котловината на езерото Асал -153 m под морското равнище (на територията на Джибути), най-ниската точка на Африка. По-голямата част от повърхността на падината е заета от глинесто-солончакови и пясъчни пустини. Афарската депресия е едно от най-горещите и сухи места на Земята. Средната минимална температура е около 25 °C през дъждовния сезон (септември – март), а средната максимална около 35 °C (абсолютен максимум 58 °C) по време на сухия сезон (март – септември). Годишната сума на валежите е около 200 mm. През южната част на Афарската депресия протича река Аваш, вливаща се в езерото Абе. Освен езерата Абе, Асале и Асал в нея са разположени още множество, предимно солени езера.